# Marañónvliegenpikker
De marañónvliegenpikker (Nesotriccus maranonicus synoniem: Phaeomyias  tumbezana maranonica) is een zangvogel uit de familie Tyrannidae (tirannen). De vogel werd in 1941 door de Amerikaanse vogelkundige John Todd Zimmer beschreven als een ondersoort van de wenkbrauwvliegenpikker als  Phaeomyias murina maranonica.

## Verspreiding
De vogel is endemisch in Peru en komt daar voor in het dal van de Marañón en de regio's Amazonas, Cajamarca en La Libertad.